# Vallo della Lucania
Vallo della Lucania é uma comuna italiana da região da Campania, província de Salerno, com cerca de 8.818 habitantes. Estende-se por uma área de 25 km², tendo uma densidade populacional de 353 hab/km². Faz fronteira com Cannalonga, Castelnuovo Cilento, Ceraso, Gioi, Moio della Civitella, Novi Velia, Salento.

## Demografia
| Variação demográfica do município entre 1861 e 2011                               |
|                                                                                   |
| Fonte: Istituto Nazionale di Statistica (ISTAT) - Elaboração gráfica da Wikipedia |